# Billy Joel
William Martin "Billy" Joel (n. 9 mai 1949) este un muzician, pianist, cântăreț și compozitor american. În 1973 a fost pe locul șase cu cele mai bune vânzări ca și cantautor și pe locul trei ca și cântăreț solo din SUA. Albumul său compilație Greatest Hits Vol. 1 & 2 este unul din cele mai bine-vândute albume din SUA.
Joel a avut hituri de Top 40 în anii 1970, 1980 și 1990, acumulând un număr de 33 de hituri de Top 40 în SUA, toate fiind scrise de el. El este sextuplu câștigător al premiului Grammy, având la activ 23 de nominalizări la Grammy în decursul întregii cariere. Are vândute peste 150 de milioane de înregistrări în lumea întreagă, fiind unul din artiștii cu cele mai mari vânzări din toate timpurile.
Joel a fost inclus în Songwriters Hall of Fame (1992), Rock and Roll Hall of Fame (1999) și Long Island Music Hall of Fame (2006).

## Primii ani
S-a născut în Bronx, New York și a crescut în Hicksville, New York. Tatăl lui Howard (născut cu numele de Helmuth), s-a născut în Germania dintr-un tată evreu-german, care a emigrat în Elveția, iar mai apoi în Statele Unite ale Americii, pentru a scăpa de regimul nazist. Mama lui Billy, Rosalind Nyman, s-a născut în Anglia, într-o familie de evrei (Philip și Rebecca Nyman). 
Părinții lui au divorțat în 1960 iar tatăl lui s-a mutat în Austria la Viena. 
Billy are o soră Judith Joel și un frate vitreg Alexander Joel, care a fost director la Staatstheater Braunschweig între 2001 și 2014.
Tatăl a fost și el pianist clasic. Billy a început să cânte și el la pian de la o vârstă fragedă. A făcut box la amatori și a avut succes la Golden Gloves dar s-a retras în scurt timp după ce și-a fracturat nasul.
A urmat studiile la Hicksville High School până în 1967, dar nu a absolvit niciodată. Pentru că, cânta ca și pianist într-un bar de noapte, a adormit în ziua în care avea un examen important.
A abandonat liceul cu diploma pentru a începe o carieră în muzică. La vremea aceea a spus: „la naiba cu asta, dacă nu voi ajunge la Columbia University, voi ajunge la Columbia Records, iar acolo nu ai nevoie de diplomă de liceu”. În 1992 și-a luat totuși diploma la Hicksville High, la 25 de ani după ce a abandonat.

## Începutul carierei
În 1964 după ce i-a urmărit pe The Beatles la The Ed Sullivan Show, a decis să caute o trupă cu care să cânte într-un local din Long Island. Initial a găsit trupa Echoes care era specializată în British Invasion covers. Trupa Echoes a devenit atracția New York-ului iar băieții din trupă l-au convins să-și lase școala pentru a deveni muzician profesionist. A început să cânte pentru Echoes, când avea doar 15 ani.
Joel a început înregistrările cu Echoes în 1965 pe când avea 16 ani. A început să facă câteva înregistrări cu casa de producție Shadow Morton, iar alte câteva înregistrări le-a făcut cu casa de producție Kama Sutra Productions. În tot acest timp Echoes a făcut câteva show-ri de noapte.
Un pic mai târziu Echoes și-a schimbat numele în Emeralds iar mai apoi în Lost Souls. Timp de doi ani Joel a cântat cu Lost Souls. În 1967 a parasit trupa si s-a alaturat trupi Hassles din Long Island, trupa care avea contract cu United Artists Records. Pe parcursul următorului an și jumătate, au lansat hassles în 1967, ore de Wolf în 1968, și patru single-uri, toate din care a eșuat comercial. După moartea hassles "în 1969, a format duo Attila cu toboșarul hassles Jon mici. Attila a lansat albumul lor de debut omonim în iulie 1970, și desființată următoarele octombrie. Motivul pentru grupul de break-up a fost atribuită lui Joel aventura cu soția lui Small, Elizabeth, care în cele din urmă Joel s-a căsătorit.
Joel a semnat primul său contract de înregistrări solo cu Productions familie, și, ulterior, a înregistrat primul său album solo. Cold Spring Harbor (o trimitere la Long Island orașul cu același nume), a fost lansat în 1971. Cu toate acestea, albumul a fost masterizat la viteză greșită, iar albumul a fost lansat inițial cu această eroare, rezultând lui Joel sondare un semiton prea mare. Termenii oneroase contractului Familiei Productions, de asemenea, garanta bani foarte puțini din vânzările albumelor  sale.
Reduceri populare, cum ar fi "She's Got a Way" și "Everybody Loves You Now" au fost inițial lansat de pe acest album, deși nu au câștigat multă atenție până la lansarea concertelor live în 1981 pe Songs in the Atti. De atunci, ei au devenit numere favorite la concerte. Cold Spring Harbor a castigat a doua șansă în topurile în 1984, când Columbia emisese din nou un album la adus la viteza corectă. Albumul a ajuns pe locul 158 în SUA și 95 în Marea Britanie la aproape un an mai târziu. Cold Spring Harbor a atras atenția Merrilee Rush ("Angel of the Morning") și ea a înregistrat o versiune de femme "She’s Got a Way" pentru Records sceptrul în 1971.
Joel a ajuns la nivel local în New York City în toamna anului 1971 și sa mutat la Los Angeles la începutul anului 1972, adoptând numele scenei Bill Martin.
În timp ce în California, a făcut un concert timp de șase luni în barul cu pian The Executive Room, (Cameră Executiva) pe Wilshire Boulevard. Acolo a fost compozitor, și a semnat pentru "Piano Man". Ulterior el s-a concertat cu membrii trupei sale (Rhys Clark la tobe, Al Hertzberg la chitară, și Larry Russell pe bas), până la sfârșitul lunii iunie 1972 pe întreg teritoriul Statelor Unite și Puerto Rico, și pentru deschidere headliner, cum ar fi J. Geils Band, The Beach Boys și Taj Mahal. La festival Sol y Mar în Puerto Rico, el a electrizat publicul și a primit un mare impuls pentru cariera sa.
În Philadelphia la postul de radio WMMR-FM a început să cânte un cântec nou lui Joel, ""Captain Jack", înregisrtrată de la un concert live. Acesta a devenit un hit underground, pe Coasta de Est. Herb Gordon, un executiv al Columbia Records, a auzit muzica lui Joel și a făcut compania să conștiențizeze de talentul lui Joel. Joel a semnat un contract de înregistrare cu Columbia în 1972 și sa mutat la Los Angeles. El a locuit acolo timp de trei ani (și de atunci a declarat că acești trei ani au fost o mare greșeală), apoi s-a întors în New York City în 1975.

## Primii ani în Columbia: 1973-1976
Experiențele lui Joel în Los Angeles l-au ținut conectat cu directorii companiei record, care au cumpărat contractul său cu Ripp cu condiția ca logo-ul Family Productions sa fie afișat alături de logo-ul Columbia pentru următoarele zece albume. În contract a fost stipulat ca "Family Productions" v-a primi 25 de cenți pentru fiecare album vândut de Joel.
"Piano Man" a fost piesa de titlu, în ciuda faptului că se afla pe locul 25 în topurile Billboard Hot 100, cântec semnat de Joel (el termină aproape toate concertele sale cu această piesă). 
Trupa a schimbat turnee precum și, Don Evans înlocuirea lui Al Hertzberg la chitară, și Patrick McDonald preluand poziția la bas, care urmează să fie înlocuit în 1974 de către Doug Stegmeyer, care a rămas cu Billy până în 1989. Tom Whitehorse pe banjo și oțel pedala și apoi Johnny migdale pe saxofon și tastaturi, rotunjind trupa. Spiritul infecțios lui Billy și talentul galvanizat a făcut trupa într-o unitate performanta, facand turnee in SUA și Canada și care figurează pe spectacole de muzică populară a zilei. Joel a rămas în Los Angeles pentru a scrie Streetlife Serenade, al doilea album pe etichetă Columbia. Acesta a fost în timpul lui Jon Troy, un vechi prieten de cartier din New York din Bedford-Stuyvesant, și a acționat ca managerul lui Joel, curând înlocuit de Elizabeth soția lui Joel.  
Piesa de pe album este "The Entertainer", un hit pe locul 34 în SUA preia tematic, "Piano Man". Joel a fost supărat că "Piano Man" a fost editat în mod semnificativ în jos pentru a face mai multe radio-friendly, și în "The Entertainer", el se referă la edita cu linii de sarcastic, cum ar fi "Dacă vei avea un rezultat pozitiv, ce trebuie să faci pentru a se potrivi, asa că l-au tăiat până la 03:05 ", făcând aluzie la scurtarea de single-uri pentru a cânta la radio, în comparație cu versiunile mai lungi care apar pe albume.
Deși Streetlife Serenade este adesea considerat unul din albumele slabe ale lui Joel (Joel a confirmat dezgustul său pentru album), aceasta conține totuși unele piese notabile, inclusiv piesa de titlu, "Los Angelenos" și instrumental "Root Beer Rag", care a fost un discontinu în anii '70 și a fost înviat frecvent în 2007 și 2008. Streetlife Serenade, de asemenea, marchează începutul unui stil vocal mai încrezător pe partea lui Joel.
La sfârșitul anului 1975, el a cântat la pian și orgă multe piese pe Bo Diddley, la cea de-a 20-a aniversare a albumului Rock 'n' Roll all-star.
Dezamăgiți cu scena muzicală din LA, Joel a revenit la New York în 1976. Acolo el a înregistrat Turnicheti, pentru care el a folosit în studio muzicieni aleși de el, și de asemenea, a adoptat o mai bună hands-on rol. Cântecele au fost inițial înregistrate la Caribou Ranch cu membrii trupei lui Elton John, și e produs de celebrul producător Chicago James William Guercio, dar Joel a fost nemulțumit de rezultate. Piesele au fost re-înregistrat în New York, și Joel a preluat însuși, producerea albumului.
La hit-ul "Say Goodbye to Hollywood", Phil Spector a repetat sunetul, și a fost acoperit de Ronnie Spector (într-un interviu la radio în 2008, Joel a spus că nu cânta "Say Goodbye to Hollywood" în show-rile sale live, deoarece o cheie este prea ridicată și "își atacă" corzile vocale). Albumul, de asemenea, piesa "New York State of Mind", o epopee blues, jazz, care a devenit unul dintre cântecele semnate de Joel, și care mai târziu a fost "acoperit" de colegii Columbia labelmates Barbra Streisand. În 1977 albumul Streisand Superman, a avut un duet cu Tony Bennett, în 2001, Playing with My Friends: Bennett Sings the Blues album.

## The Strangers and 52nd Street
Pentru Stranger, Columbia Records a făcut echipă cu producătorul Joel Phil Ramone. Albumul a fost de patru ori locul 25 în topul Billboard din Statele Unite: "Just The Way You Are" (3), "Movin Out" '(melodia lui Anthony)" (17), "Only The Good Die Young" (24), și "She's Always a Woman" (17). Vânzările albumului au depășit Columbia anterioară album de top-vânzare, Simon & Garfunkel Bridge Over Troubled Water, [16] și a fost certificată multi-platină. A fost primul lui album vreodată in Top Ten, iar acesta a ajuns pe locul 2 în topuri. Ramone a produs ulterior în studioul de presă a lui Billy Joel la Storm Front, lansat inițial în 1989. Albumul său de asemenea, recomandate "Scenes from an Italian Restaurant", un album clasic rock-orientate, care a devenit unul dintre cântecele sale cele mai cunoscute. Referințele cântecului în restaurant, Fontana di Trevi, lângă Carnegie Hall, unde a el a fost când a cântat acolo, și faimoasa semnătură a cântecului "A bottle of white, a bottle of red, perhaps a bottle of rosé instead?" în timp ce comanda, chelnerul a vorbit cu el și l-a inspirat la scrierea unei părți a melodiei.
Stranger a compensat nominalizarea lui Joel la premiile Grammy pentru Record of the Year și Song of the Year, pentru "Just The Way You Are", care a fost scrisă ca un cadou pentru soția acestuia, Elizabeth. El a primit un apel telefonic târziu în noapte în camera sa de hotel din Paris (era în turneu) în februarie 1979, anunțându-l că a câștigat la ambele categorii. Joel avea așteptări foarte mari pe următorul său album. 52 Street a fost conceput ca fiind o zi din Manhattan, și a fost numit după faimoasa stradă cu același nume care a găzduit multe premii ale lumii în jazz și artiști interpreți din întreaga lume între anii 1930, '40, și '50. Fanii au achiziționat peste sapte milioane de exemplare din hit-uri "My Life" (3), "Big Shot" (14), și "Honesty" (24). Acest lucru a ajutat ca 52 Street a lui Joel sa devenit primul album. "My Life", în cele din urmă a devenit cântec pentru un nou sitcom american de televiziune, Bosom Buddies, in care a aparut actorul Tom Hanks într-unul din primele sale roluri. Albumul a castigat premiile Grammy pentru Best Pop Vocal Performance, Male și Albumul anului. 52 Street a fost primul album care urmează să fie lansat pe compact disc atunci când acesta a plecat la vânzare alături de Sony CD player CDP-101 la 1 octombrie 1982, în Japonia. În ciuda fotografii de publicitate și a copertei albumului, arătând cum Joel deține o trompeta, el nu cânta la instrumentul de pe album, deși două piese de pe album face caracteristica unor trompetiști de jazz bine-cunoscuti. Freddie Hubbard canta două solo-uri în "Zanzibar", și Jon Faddis se alătură lui Michael Brecker și Randy Brecker în secțiunea corn pentru ""Half a Mile Away". În 1979, Billy Joel călătorește în Havana, Cuba, pentru a participa la festival istoric Havana Jam, care a avut loc între 2-4 martie, alături de Rita Coolidge, Kris Kristofferson, Stephen Stills, CBS Jazz All-Stars, Trio of Doom, Fania All-Stars, Billy Swan, Bonnie Bramlett, Mike Finnegan, Weather Report, plus o serie de artiști cubanezi, cum ar fi Irakere, Pacho Alonso, Güines Tata și Orquesta Aragón. Performanța lui este capturată pe Ernesto documentar Juan Castellanos lui Havana Jam '79.

## Discografie
- Cold Spring Harbor (1971)
- Piano Man (1973)
- Streetlife Serenade (1974)
- Turnstiles (1976)
- The Stranger (1977)
- 52nd Street (1978)
- Glass Houses (1980)
- The Nylon Curtain (1982)
- An Innocent Man (1983)
- The Bridge (1986)
- Storm Front (1989)
- River of Dreams (1993)
- Fantasies & Delusions (2001), classical compositions